# Tea cup ballet

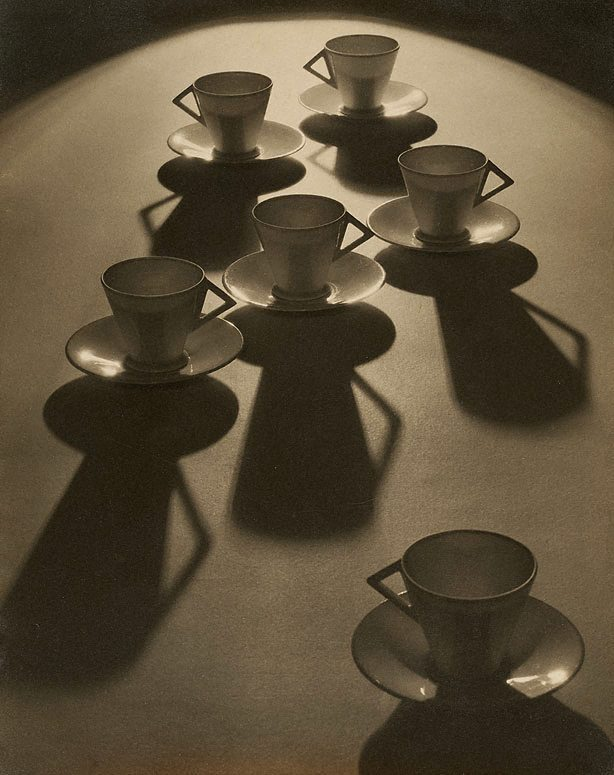
Olive Cotton: Tea cup ballet (zselatinos ezüst, 1935)

A Tea cup ballet Olive Cotton ausztrál fotográfus legismertebb felvétele, melyen hat teáscsésze és csészealj látható.

## A fénykép
Első pillantásra csak teáscsészéket látunk, de ha jobban megfigyeljük, nem egyszerű tárgyfotót látunk. A csészék által vetett árnyékok ismerős formát vetnek: mintha balett-táncosok piruetteznének a fotós tárgyasztalán.
„A kép azután készült, hogy vásároltam a kávészünetekre néhány olcsó csészét és csészealjat a Woolworths-ben a régi kopott bögréink helyett. A szögletes fülek a csípőre tett kezekre emlékeztettek, ez adta az ötletet a táncoló csészékről készült képhez. (...) A munka végeztével számtalan beállítást kipróbáltam a csészékkel és a csészealjakkal, eredménytelenül, (...) rájöttem, hogy milyen fontosak az árnyékok.” – emlékezett vissza a fotózásra Cotton, aki addig tologatta a csészéket, amíg azok árnyéka csípőre tett kezű balett-táncosokat nem formáztak. „A kép címe adta magát.” – mondta a fotós.
A Tea cup ballet Cotton legismertebb felvétele lett, melyet 1935-ben a londoni Fotószalonban mutattak be. Ez volt a modernista művész első fényképe, melyet a tengerentúlon kiállítottak. A felvétel ma Sydney-ben az Art Gallery of New South Wales-ben látható.